# Chaenactis macrantha
Chaenactis macrantha là một loài thực vật có hoa trong họ Cúc. Loài này được Eaton mô tả khoa học đầu tiên năm 1871.